# Rodney Hill
Rodney Hill (11 de junio de 1921 - 2 de febrero de 2011) fue un matemático y profesor de mecánica de medios continuos en el Gonville and Caius College. Resultó elegido Miembro de la Royal Society en 1961.

## Semblanza
Hill nació en 1921 en Leeds, y se educó en la Leeds Grammar School. Comenzó sus estudios superiores en la Universidad de Cambridge en octubre de 1939 en el Pembroke College gracias a una beca.
En 1953 fue nombrado profesor de Matemática Aplicada en la Universidad de Nottingham. Su trabajo de 1950 "La teoría matemática de la plasticidad" forma la base de la teoría de la plasticidad, siendo considerado como uno de los principales contribuyentes a los fundamentos de la mecánica de sólidos durante la segunda mitad del siglo XX. Sus primeros trabajos fueron fundamentales para fundar la teoría matemática de la plasticidad. Este profundo interés condujo finalmente a estudios generales de unicidad y estabilidad en mecánica de medios continuos no lineal, trabajo que ha tenido una profunda influencia en el campo de la mecánica de sólidos (tanto teórica, computacional como experimental) durante las últimas décadas. También fue fundador y editor del Journal of the Mechanics and Physics of Solids, una de principales revistas en el campo de la mecánica de sólidos continuos. El trabajo de Hill se caracterizó por su estilo de presentación conciso y por sus estándares académicos ejemplares.
Murió en Cambridge en el año 2011, a los 89 años de edad.

## Reconocimientos
- La editorial Elsevier, en colaboración con Unión Internacional de Mecánica Teórica y Aplicada, creó un premio cuatrienal en el campo de la mecánica de sólidos, conocido como Premio Rodney Hill, presentado por primera vez en el ICTAM en Adelaida (Australia) en agosto de 2008. El premio consiste en una placa y un cheque por valor de 25.000 dólares estadounidenses. Su primer galardonado fue Michael Ortiz, por su contribución a la plasticidad no convexa y las microestructuras de deformación (California Institute of Technology, EE. UU.).[5][6]

- Recibió la Medalla Real en 1993 por su contribución a la teoría de la mecánica de suelos y al estudio de la plasticidad de sólidos.[7]

- Fue elegido Miembro de la Royal Society (FRS) in 1961.[2][8]

- Nombrado doctor honoris causa en ciencias por la Universidad de Bath en 1978.